# Langenstein (Oberösterreich)
Langenstein ist eine Gemeinde mit 2574 Einwohnern (Stand 1. Jänner 2025) im Bezirk Perg in Oberösterreich.
Langenstein lag bis zur Donauregulierung in der Mitte des 19. Jahrhunderts direkt am linken Ufer der Donau. Ein großer Teil der Ortschaften Langenstein und Gusen wird bis heute häufig von Hochwässern der Donau heimgesucht.

## Geografie
Langenstein liegt auf um 250 m Höhe im Mühlviertel. Die Ausdehnung beträgt von Nord nach Süd 4,3 km, von West nach Ost 4,8 km. Die Gesamtfläche beträgt 12,5 km², 26,5 % der Fläche sind bewaldet, 51,3 % der Fläche sind landwirtschaftlich genutzt.

### Gemeindegliederung
Mit 1. Jänner 1997 wurde Schlossau mit Ruine Spielberg, da nördlich der Donau, von der Stadtgemeinde Enns an die Gemeinde Langenstein übergeben.
Das Gemeindegebiet umfasst folgende Ortschaften (in Klammern Einwohnerzahl Stand 1. Jänner 2025):
- Frankenberg (168) (auch Ortsteil der Gem. Ried) samt Hart und Kirchberg
- Gusen (879), Hauptort
- Langenstein (1324) samt Wienergraben
- Stacherlsiedlung (203), mit St. Georgen verwachsen

Die vier Ortschaften liegen donauabwärts in der Reihung: Stacherlsiedlung, Gusen, Langenstein und Frankenberg, das etwas oberhalb liegt. Einzige Katastralgemeinde ist Langenstein.
Gusen-Dorf und das Dorf Wienergraben (auch in Gem. Mauthausen) können ebenfalls als eigenständige Ortsteile betrachtet werden.
Zählsprengel sind Gusen, Langenstein und Langenstein-Umgebung.
| Katastralgemeinden      | Ortschaften in der Gemeinde                                                                                  |
| ----------------------- | --- |
| Langenstein (12,36 km²) | Frankenberg (ZH) Hart (R) Kirchberg (W) Gusen (D) · Langenstein (D) Wienergraben (D) Stacherlsiedlung (Sdlg) |
| Legende                 | |

| In der Spalte Katastralgemeinden sind sämtliche Katastralgemeinden einer Gemeinde angeführt. In der Klammer ist die jeweilige Fläche in km² angegeben. |
| In der Spalte Ortschaften sind sämtliche von der Statistik Austria erfassten Siedlungen, die auch eine eigene Ortschaftskennziffer aufweisen, angeführt. In der Hierarchieebene derselben Spalte, rechts eingerückt, werden nur Ansiedlungen, die mindestens aus mehreren Häusern bestehen, dargestellt. Die wichtigsten der verwendeten Abkürzungen sind: - M = Hauptort der Gemeinde - Stt = Stadtteil - R = Rotte - W = Weiler - D = Dorf - ZH = Zerstreute Häuser - Sdlg = Siedlung - Hgr = Häusergruppe - E = Einzelgehöft (nur wenn sie eine eigene Ortschaftskennziffer haben) Die komplette Liste der Statistik Austria ist in: Topographische Siedlungskennzeichnung nach STAT Zu beachten ist, dass manche Orte unterschiedliche Schreibweisen haben können. So können sich Katastralgemeinden anders schreiben als gleichnamige Ortschaften bzw. Gemeinden. Quelle: Statistik Austria – |

### Nachbargemeinden
| St. Georgen an der Gusen |                                             | Ried in der Riedmark  |
| Luftenberg an der Donau  | Kompassrose, die auf Nachbargemeinden zeigt | Mauthausen            |
|                          |                                             | Enns (Bez. Linz-Land) |

## Geschichte
Die Gemeinde Langenstein ist eng mit dem Donaustrom verbunden und liegt am Kreuzungspunkt bedeutender ehemaliger Nord-Süd-Verbindungen mit dem Donauraum und der ehemaligen Hauderer-Straße, welche jahrhundertelang über die Ortsteile Gusen oder Frankenberg direkt durch die Ortschaft Langenstein verlief. Das Gemeindegebiet liegt auch im Herzen jenes Kernlandes am Nordsaum der Donau, welches durch Jahrtausende durch die Flussmündungen von Traun, Enns und Gusen mit ihren uralten Verkehrswegen von Süden nach Norden geprägt wurde.
Wirtschaft und Leben der Anwohner waren seit jeher durch Landwirtschaft, Fischerei, Schifffahrt, Granitsteinbrüche und auch die Donaugrenze zwischen dem heutigen Mühlviertel und dem Traunviertel geprägt.
Bedeutender als dieses trennende Element zu Zeiten der bayerisch-fränkischen Landnahme im 8. und 9. Jahrhundert nach Christus ist aber noch die Ur- und Frühgeschichte auf dem Boden der heutigen Gemeinde Langenstein.

### Prähistorische und Römerzeit

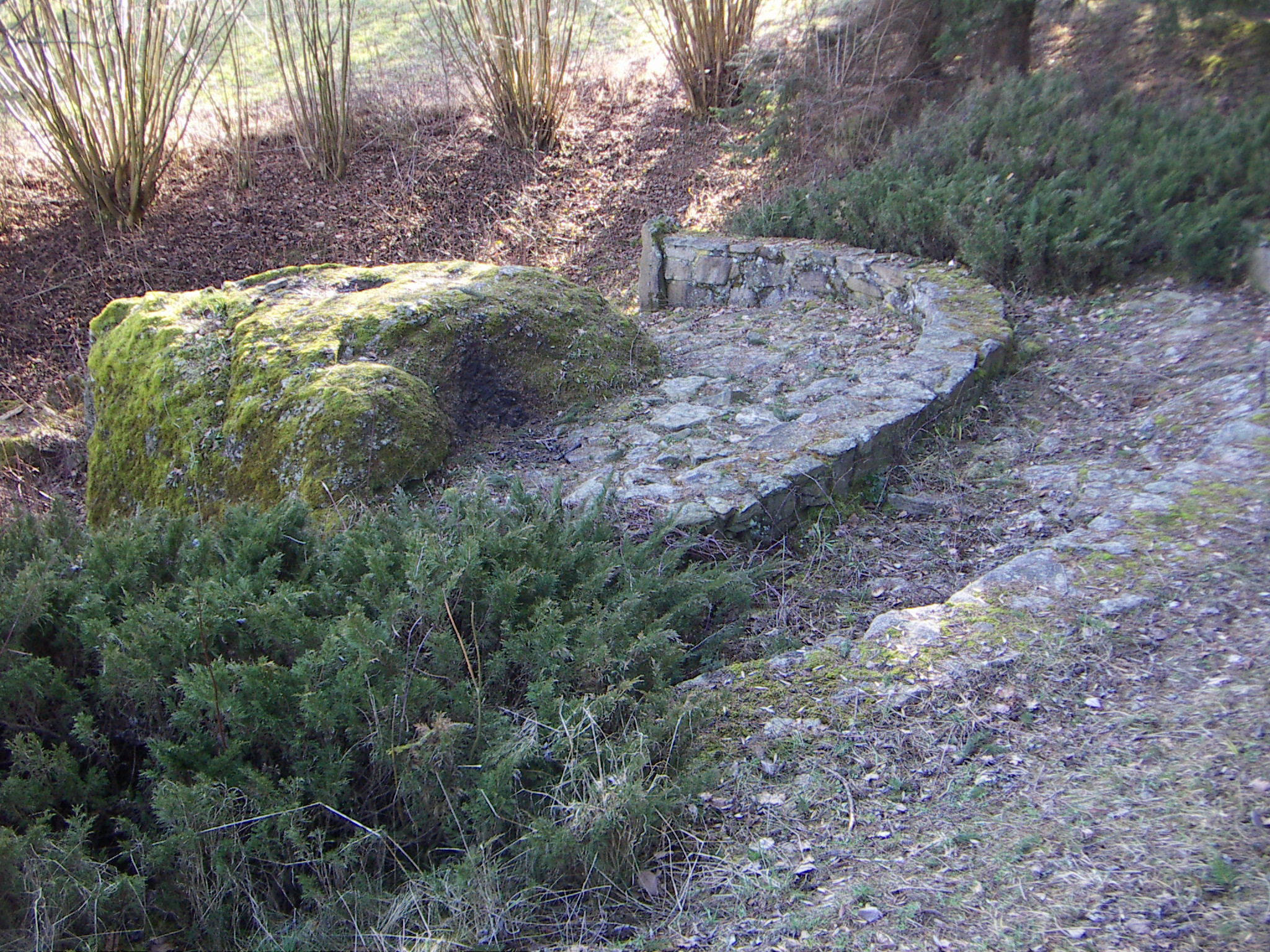
Berglitzl

Das Gemeindegebiet erstreckt sich heute von den Ufern der Donau über ausgedehnte Ebenen und Auwälder bis hinein in die ersten größeren Anhöhen der Böhmischen Masse mit ihren bedeutenden Granitvorkommen, welche besonders im Gemeindegebiet von Langenstein an mehreren Stellen bis in die Niederungen der Donauebene vordringen. Diese besondere Geologie und Lage kommt in der Geschichte der Gemeinde Langenstein durch überregional bedeutende prähistorische Fundhorizonte und auch eine ehemalige Granitindustrie von gesamteuropäischer Bedeutung zum Ausdruck.
Mit der Berglitzl befindet sich eines der wohl bedeutendsten prähistorischen Heiligtümer des gesamten Donauraumes auf dem Boden der Gemeinde Langenstein. Die dort gefundenen Spuren menschlicher Kulthandlungen an einem in die damalige Donaulandschaft weit vorragenden Granitfelsen umfassen wie kaum sonst wo eine Zeitspanne von der Steinzeit über die Bronzezeit bis hin zum frühen Mittelalter. Diese außerordentliche Bedeutung des Gemeindegebietes von Langenstein für die Zivilisationen früherer Jahrtausende wird nordwestlich des Dorfes Gusen noch durch ein in den Jahren 1941 bis 1943 freigelegtes Gräberfeld mit etwa 200 urnenfelderzeitlichen Bestattungen aus der späten Bronzezeit unterstrichen.
Dem aktuellen Stand der Forschung entsprechend wird vermutet, dass der Raum um Langenstein und Gusen in ur- und frühgeschichtlicher Zeit den Brückenkopf für den besonders durch die Funde in Hallstatt untermauerten ehemaligen Salzhandel entlang der Traun nach Nordeuropa bildete und betreffend diese Kulturen auch ein Zusammenhang mit den Ausgrabungen in dem etwa 15 km stromabwärts gelegenen Mitterkirchen und der latène-zeitlichen Befestigungsanlage auf dem nahen Luftenberg besteht. So soll z. B. bereits in frühgeschichtlicher Zeit der uralte Salzweg vom Nordufer der Donau nach Böhmen von Gusen seinen Ausgang genommen haben.
Auf Höhe der ehemals hochwassersicheren Hanglagen werden zwischen Gusen und Langenstein bis heute immer wieder einzelne kleinere Gruppen von Bestattungen aus der Zeitspanne zwischen der Bronzezeit und dem frühen Mittelalter gefunden. Auch auf den Höhenrücken des ausgedehnten Frankenberges geben immer wieder ausgeackerte hallstattzeitliche und latène-zeitliche Tonscherben Zeugnis einer ausgeprägten frühzeitlichen Siedlungskultur auf dem Gebiet der heutigen Gemeinde Langenstein.
Bemerkenswert ist dabei die unmittelbare Nachbarschaft des Gemeindegebietes zum ehemaligen römischen Legionslager Lauriacum und den dazugehörigen Donauhafen der römischen Donauflotte Classis Lauriacensis bei Enghagen. Eine endgültige Grenzbereinigung zwischen dem Mühlviertel und dem Traunviertel erfolgte im Bereich der Gemeinde Langenstein erst am 1. Jänner 1997, nachdem der Gemeinde Langenstein nach jahrzehntelangen Bemühungen mit Hilfe der Oberösterreichischen Landesregierung die Schlossau mit der Ruine Spielberg von der Stadtgemeinde Enns einverleibt werden konnte. Dabei wurden im Gegenzug auch Liegenschaften der Gemeinde Langenstein im Traunviertel an die Stadtgemeinde Enns abgetreten. Mit dieser Grenzbereinigung wurde nach mehr als 100 Jahren die bereits durch die Regulierung der Donau in der Mitte des 19. Jahrhunderts neu geschaffene Grenzsituation auch verwaltungsmäßig und landeskundlich vollzogen.

### Frühmittelalter

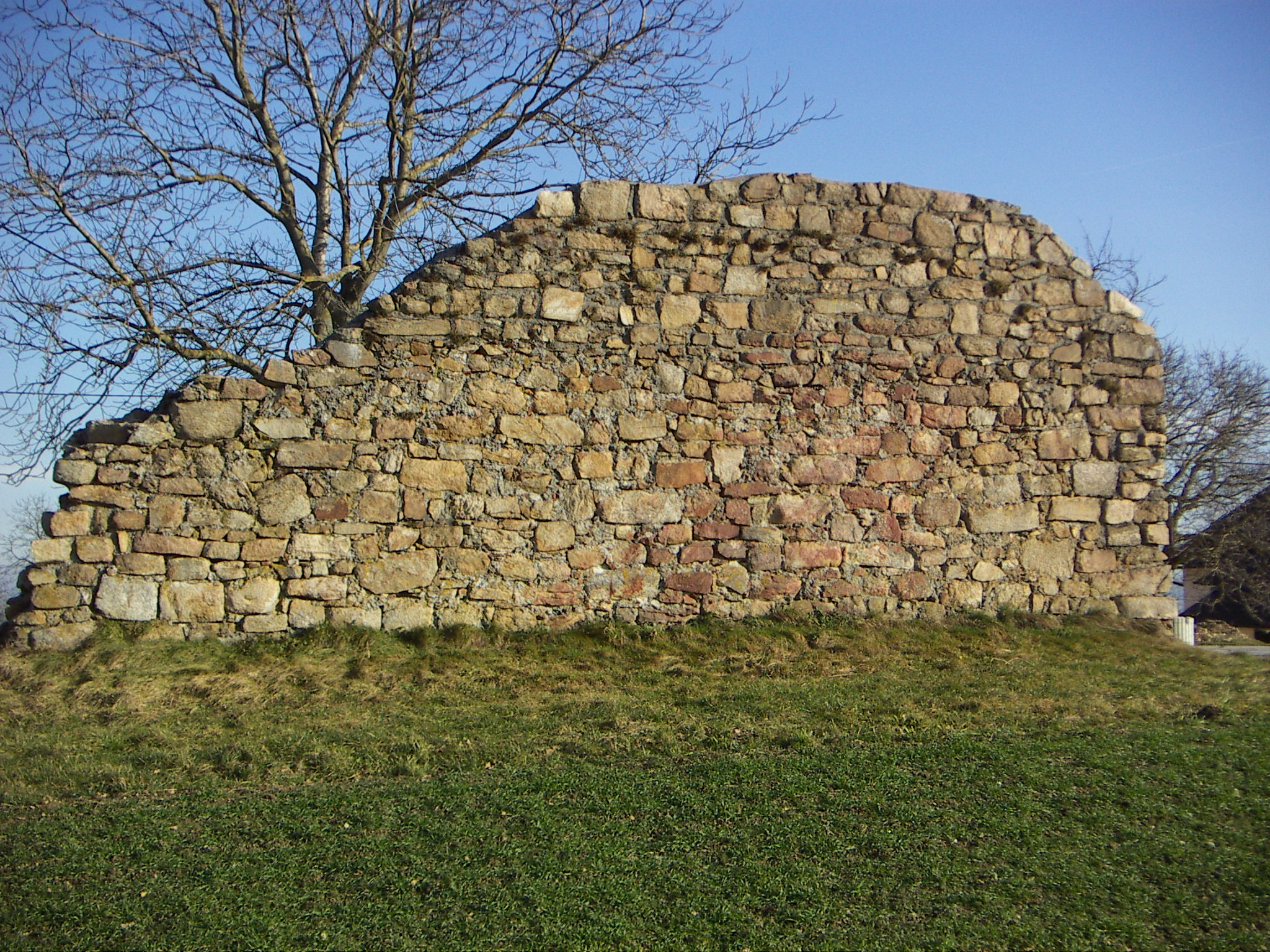
Die Reste der Kirche zum Hl. Johannes Baptistae auf dem Frankenberg sind heute Teil eines Bauernkriegsdenkmales.

Nicht nur die Ruine Spielberg erinnert an die einstige Grenzlage des Gemeindegebietes zwischen Ost und West. Bedeutende Grabfunde aus frühkarolingischer Zeit unterstreichen, dass der Raum um Langenstein bereits im frühen Mittelalter eine Übergangs- bzw. Grenzzone zwischen fränkisch-bairischen und slawisch-awarischen Siedlungszonen war.
Letzteres wird vermutlich auch durch das Kuriosum unterstrichen, dass die Flur- und Hofformen des Dorfes Langenstein bis heute dem Typus des Waldviertler Dreiseithofes entsprechen, während in den weiter westlich gelegenen Ortsteilen Gusen und Frankenberg der Traunviertler Vierkanthof überwiegt. Auch die Bezeichnung Frankenberg für den, den nördlichen Teil der Gemeinde beherrschenden Höhenrücken mit einem vermutlich bis ins 8. Jahrhundert zurückreichenden einstigen Kirchenbau zum Hl. Johannes Babtistae,
der einst inmitten einer keltischen Wehranlage errichtet wurde,
unterstreicht wohl bis heute diese einstige Siedlungsgrenze, welche südlich der Donau ihre Fortsetzung im Ennsfluss fand. Noch um 1353 ist bei Langenstein eine Mautstelle an der Donau (die Maut zu Stein) überliefert, deren Einnahmen unter Herzog Albrecht II. (der Lahme, 1330–1358) auch zur Erhaltung der Wehrbauten der Feste Spielberg dienten.
Ursprünglich im Ostteil des Herzogtums Bayern in der Riedmark gelegen, gehörte Langenstein ab dem 12. Jahrhundert zum Herzogtum Österreich und ab 1490 zum Fürstentum Österreich ob der Enns.
Langenstein wurde urkundlich erstmals 1192 als Steine erwähnt.
Eine weitere frühe Nennung findet sich in dem zwischen 1220 und 1230 von Herzog Leopold VI. von Österreich und Steiermark angelegten Urbar als De urbor Stein et Gusen. Frühe Nennungen waren auch Villa Stayn (1270) oder Stain (1475). Die Bezeichnung Langenstein tritt erstmals als Langenstain 1559 in Erscheinung. Die heutige Schreibweise Langenstein erst 1626. Aus dem Jahre 1565 ist auch noch die Bezeichnung Stain bei Spilberg überliefert. Deutlich früher als Langenstein wurden schon 1159 Spielberg (Spileberch) und 1171 Frankenberg (Franchenberg) urkundlich erwähnt. Das Dorf Langenstein war früher der Herrschaft Spielberg zugehörig. Die Ortsteile Frankenberg und Gusen gehörten zu verschiedenen Grundherrschaften.

### Stromschnellen, Maut und Herrschaft Spielberg
Die Ortsteile Langenstein und Gusen lagen noch bis zur Regulierung der Donau in der Mitte des 19. Jahrhunderts direkt am nördlichen Hauptgerinne der Donau, welche auf Höhe der heutigen Ruine Spielberg ähnlich gefährliche Stromschnellen aufwies, wie der Strudengau. Diese Stromschnellen waren in früheren Zeiten als Hungersteine, Steinbruch, Neubruch, Saurüssel oder Großer Fall bekannt und stellten einen gefürchteten Abschnitt für die Schiffsleute auf der Donau dar. Bei ungünstigem Wasserstand mussten die Schiffe seinerzeit beim Dorf Abwinden mitunter entladen und bei Mauthausen wieder neu beladen werden. Die Herrschaft Spielberg machte aufgrund dieser geologischen Besonderheit auch das Recht der Grund-Ur geltend und erklärte Schiffe ihr verfallen, welche durch die Stromschnellen nördlich des Schlosses verunglückten und sich nicht loskaufen konnten. Im Jahre 1619 wurde beim Schloss Spielberg auch eine Maut an der Donau eingerichtet.
Die Geschichte von Langenstein ist eng mit der Geschichte der ehemals an diesen Stromschnellen gelegenen ehemals bayerischen Grenzfestung Spielberg verwoben, zu deren Herrschaft die Ortschaft Langenstein bis Mitte des 19. Jahrhunderts gehörte. Auch die ersten Steinbrüche auf dem Gebiet der Gemeinde Langenstein scheinen mit der Errichtung dieser einst mächtigen Wasserburg inmitten der Donau bereits im 12. Jahrhundert entstanden zu sein. Die ältesten schriftlichen Zeugnisse für den Betrieb von Steinbrüchen stammen aus dem Jahre 1687, da damals der Langensteiner Steinmetzmeister Hans Wolfinger für den Ausbau des Stiftes St. Florian und des zu St. Florian gehörenden Schlosses Marbach Türgerichte, Staffeln für die Altäre und Pflasterstein an den Barockbaumeister Carlo Antonio Carlone lieferte.

### Donauhandel und alte Beziehungen zu Ungarn

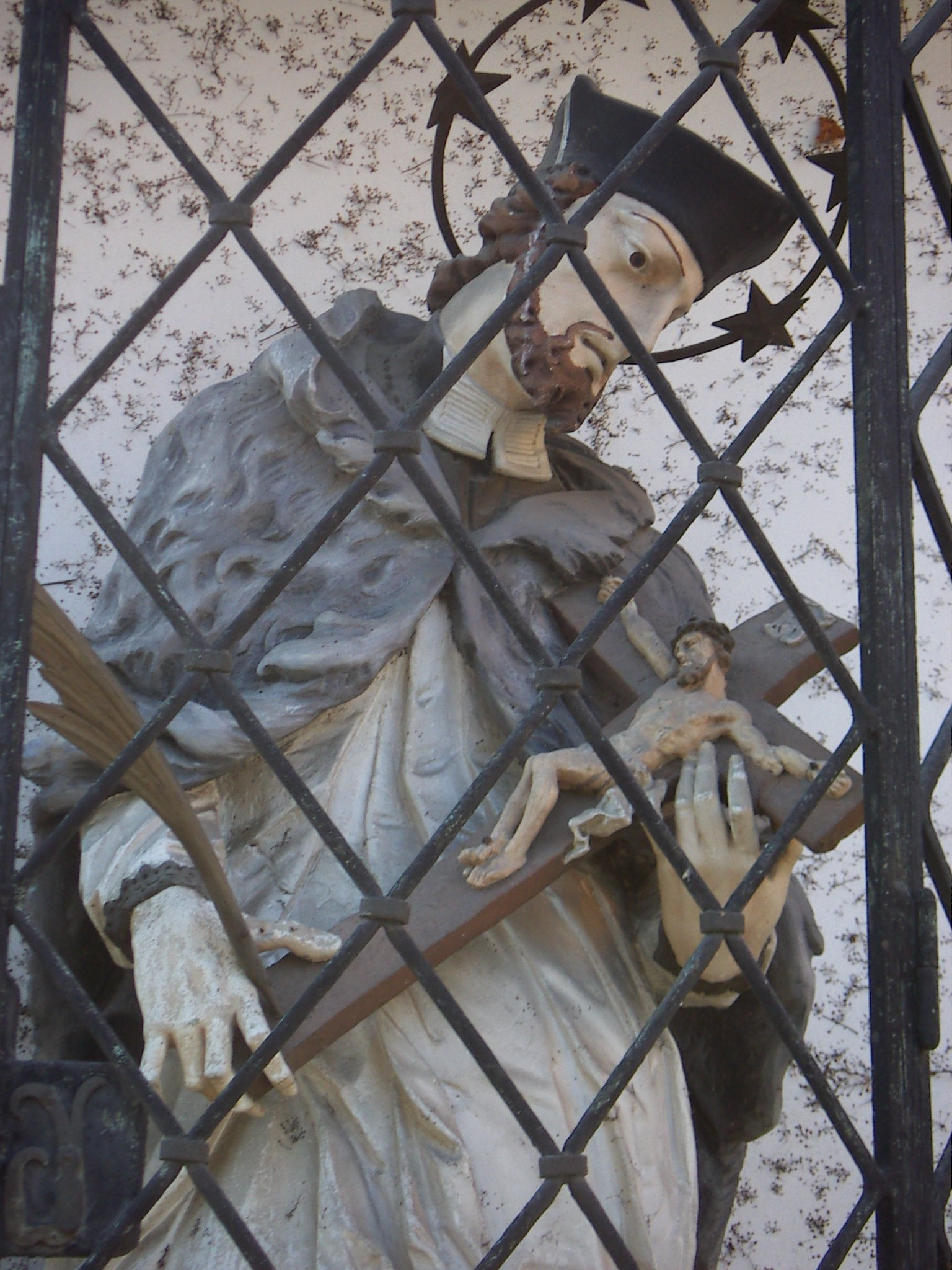
Diese Statue des Hl. Nepomuk wurde einst durch ein Donauhochwasser angeschwemmt und gilt seit Generationen als der „Dorfheilige“ von Langenstein

Auf die einstige unmittelbare Nähe der Ortschaften Langenstein und Gusen zum ehemaligen nördlichen Hauptgerinne der Donau verweisen auch noch die ehemaligen Berufsstände der Fischer, Schiffsleute und Fährleute (Förgen) in beiden Ortsteilen. Beide Ortsteile spielten im Zeitalter der Schiffszüge auf der Donau eine wichtige Rolle als Lagerplätze für die Mannschaften und als Stationen für den Pferdewechsel. Die einstige Bedeutung der Fischerei an der einst breit aufgefächerten Donau wird durch die ehemals 20 Fischlehen in Langenstein und 15 Fischlehen in Gusen unterstrichen. Bemerkenswert ist in diesem Zusammenhang auch eine überlieferte Fischordnung der Herrschaft Spielberg aus dem Jahre 1608.
Im Zuge der Napoleonischen Kriege kam es am 30. Mai 1809 auf der Donau bei Spielberg und Enghagen zu einem Schiffsgefecht zwischen Österreichern und Bayern kam, bei dem 21 Schiffe in Brand geraten sind und anschließend führerlos die Donau hinunter trieben.
Diese einstige Nähe zur Donau begründete auch enge Handelsbeziehungen zwischen diesen beiden Ortsteilen mit Ungarn. Diese waren wohl auch entscheidend für die Entwicklung einer überregional bedeutenden Steinbruchindustrie in Gusen. Eine Schlüsselentscheidung ist die Tatsache, dass ein Steinbruch in Gusen im Jahre 1841 durch eine englische Gesellschaft ausgewählt wurde, um in Gusen mit etwa 130 Mitarbeitern die Werksteine für die monumentale Architektur jener Kettenbrücke in Budapest zu gewinnen, welche durch Graf Stefan Szechenyi und den Gebrüdern Clark in den Jahren 1840 bis 1848 zwischen den beiden Stadtteilen Buda und Pest der ungarischen Hauptstadt errichtet wurde. Der Bedeutung dieses Projektes entsprechend wurde dieser damals als „Engländerbruch“ bezeichnete, erste überregional bedeutende Steinbruch in Gusen im Mai 1844 auch vom legendären Erzherzog Johann besucht.

### Granitindustrie und Konzentrationslager
Die besondere Qualität des Gusener Granits für Monumentalbauten machte Gusen ab 1878 auch zu einem wichtigen Stützpunkt der Granitwerke Anton Poschacher (Aktiengesellschaft für Straßen- und Brückenbauten), welche den Steinbruchbetrieb in Gusen nach dem Zusammenbruch der Donaumonarchie bis zum endgültigen Krisenjahr 1930/31 führte, ehe die Granitindustrie in der Region vollends zum Erliegen kam und sich auch die Gemeinde Langenstein einem Heer von Arbeitslosen und Ausgesteuerten und heute kaum vorstellbarem Elend gegenübersah, nachdem ein Beschäftigungsprogramm der österreichischen Regierung fehlgeschlagen war.
Bemerkenswert ist die Besetzung aller Höhenzüge rund um Langenstein im Zuge der Februarrevolte 1934 durch 8 Lastkraftwagen mit Heimwehrsoldaten. Im Zuge dieses Einsatzes wurde am 16. Februar 1934 vorübergehend sogar die Gemeindevertretung von Langenstein behördlich aufgelöst. Auch eine im Oktober 1942 beabsichtigte vollständige Auflösung der Gemeinde Langenstein konnte verhindert werden.
Ein neuer Aufschwung der Granitindustrie setzte in Gusen mit dem Anschluss Österreichs an das Deutsche Reich im Jahre 1938 ein. Bereits zwei Monate nach dem Anschluss erwarb die SS in Gusen auf Initiative von Oswald Pohl entsprechende Grundstücke und Schürfrechte, um bis etwa 1943 in Gusen das Zentrum der größten und modernsten Granitindustrie des Großdeutschen Reiches aufzubauen, und gründete gleichzeitig die SS-eigene Firma Deutsche Erd- und Steinwerke. Von 1940 bis 1945 befand sich mit den Konzentrationslagern Gusen I und Gusen II der größte und auch schrecklichste Konzentrationslagerkomplex Österreichs auf dem Gemeindegebiet von Langenstein.
Anders als im nahegelegenen Mauthausen wurden die Steinbruchbetriebe und die Konzentrationslagerstrukturen in Gusen durch die Sowjetunion in den Jahren nach dem Kriege nicht als Gedenkstätte vorgesehen, sondern unter dem Titel Granitwerke Gusen bis 1955 als USIA-Betrieb weitergeführt um Pflastersteine für Moskau zu erzeugen. Die lokale oder nationale Zivilgesellschaft und Politik unternahmen ebenfalls keine Bemühungen, den historischen Ort oder das Andenken zu bewahren. Stattdessen wurde das KZ-Areal ab 1955 privatisiert und in den folgenden drei Jahrzehnten großflächig mit Einfamilienhäusern überbaut. Die Steinbruch-Infrastruktur wurde wirtschaftlich weiter genutzt: die Poschacher Natursteinwerke avancierten ab 1963 zum größten Betrieb dieser Art in Österreich und blieben es bis 1994. Ihre Arbeiter logierten in den ehemaligen SS-Baracken. In zwei Häftlingsblöcken und dem Jourhaus entstand eine Champignonzucht. Das Lagerbordell wurde zum Zweifamilienhaus.
Der stellvertretende Landeshauptmann Ludwig Bernaschek regte 1958 einen stillen nächtlichen Abriss des störenden verbliebenen Krematoriums an. Dies scheiterte an zwei Gedenksteinen, die durch den französischen Opferverband Amicale de Mauthausen und die polnische Gesandtschaft errichtet worden waren, und deren Entfernung Aufmerksamkeit erregt hätte.
Stattdessen gelang es Überlebenden des KZ, das Krematorium zu erwerben und 1965 als Memorial Crematorium KZ Gusen zu eröffnen. Die Finanzierung erfolgte ausschließlich durch Spenden. Land und Republik lehnten eine Unterstützung ab und bestanden auch auf Zahlung der anfallenden Grunderwerbsteuer. Im Jahr 2004 folgte ein Besucherzentrum, nun unter Federführung des Bundesministerium für Inneres. Ein 2007 eröffneter Audioweg Gusen führt zu den heute großteils überbauten Plätzen der Gusener Konzentrationslager und über den erhaltenen Damm einer durch das Deutsche Reich von 1941 bis 1943 errichteten Eisenbahn vor die Tore des damals streng geheimen Flugzeugwerkes B8 Bergkristall im nahe gelegenen St. Georgen an der Gusen. 

#### Eigenständigkeit und Nachbargemeinden
So sehr die Bevölkerung Langensteins vor dem Zweiten Weltkrieg hauptsächlich durch die Landwirtschaft und die in den Steinbrüchen beschäftigte Arbeiterschaft geprägt war, so sehr veränderte sich die Bevölkerungsstruktur nach dem Kriege durch die Errichtung größerer Wohnsiedlungen für Menschen die hauptsächlich zur Arbeit in die nahe gelegenen Landeshauptstadt Linz pendeln. Das Gemeindegebiet von Langenstein ist heute durch eine leistungsfähige Schnellstraße und eine Buslinie mit der Landeshauptstadt Linz verbunden. Auch die Bahnlinie Linz-Budweis kann über das nahe liegende St. Georgen rasch erreicht werden. Obwohl bereits in den Jahren 1908 bis 1911 Anstrengungen unternommen worden sind, um auch über das Gemeindegebiet von Langenstein die bestehende eisenbahntechnische Lücke zwischen St. Georgen/Gusen und Mauthausen zu schließen, wurde diese fehlende Bahnverbindung bis heute nicht realisiert.
Die Gemeinde Langenstein ist infrastrukturmäßig mit der Nachbargemeinde St. Georgen/Gusen bis heute eng verbunden. So gehört das Gemeindegebiet von Langenstein seit jeher zur römisch-katholischen Pfarre St. Georgen an der Gusen. Seit 1901 gehört es zum Zustellbereich des dortigen Postamtes (Postleitzahl 4222). Bis 1966 war auch das Standesamt St. Georgen für das Gemeindegebiet von Langenstein zuständig. Auch die Funktion des Gemeindearztes von Langenstein wurde längere Zeit von einem dort niedergelassenen Arzt wahrgenommen. Lediglich der Zuständigkeitsbereich der Gendarmeriepostenkommandos sowie der Schulsprengel für die Hauptschüler sind zwischen St. Georgen/Gusen und Mauthausen geteilt. Dennoch ist Langenstein auch eine bedeutende Schulgemeinde. 1965 bis 1968 wurde in Langenstein eine eigenständige Volksschule gegründet. 1979 folgte eine Allgemeine Sonderschule mit Schwerstbehindertenklassen, welche von überregionaler Bedeutung ist und seit 1994 als Sonderpädagogisches Zentrum gilt. Im Sinne einer fortschreitenden Loslösung von St. Georgen wurde im Jahre 1993 in Langenstein auch ein disloziertes Pfarrzentrum und ein dislozierter Pfarr-Caritas-Kindergarten errichtet. Im Jahre 1997 wurde in Langenstein auch ein Königreichssaal der Zeugen Jehovas errichtet. Das heutige Gemeindewappen wurde am 20. Mai 1974 verliehen.

### Einwohnerentwicklung
1991 hatte die Gemeinde laut Volkszählung 2.411 Einwohner, 2001 dann 2.650 Einwohner.

## Kultur und Sehenswürdigkeiten
- Ruine Spielberg
- Frankenberger Kircherl

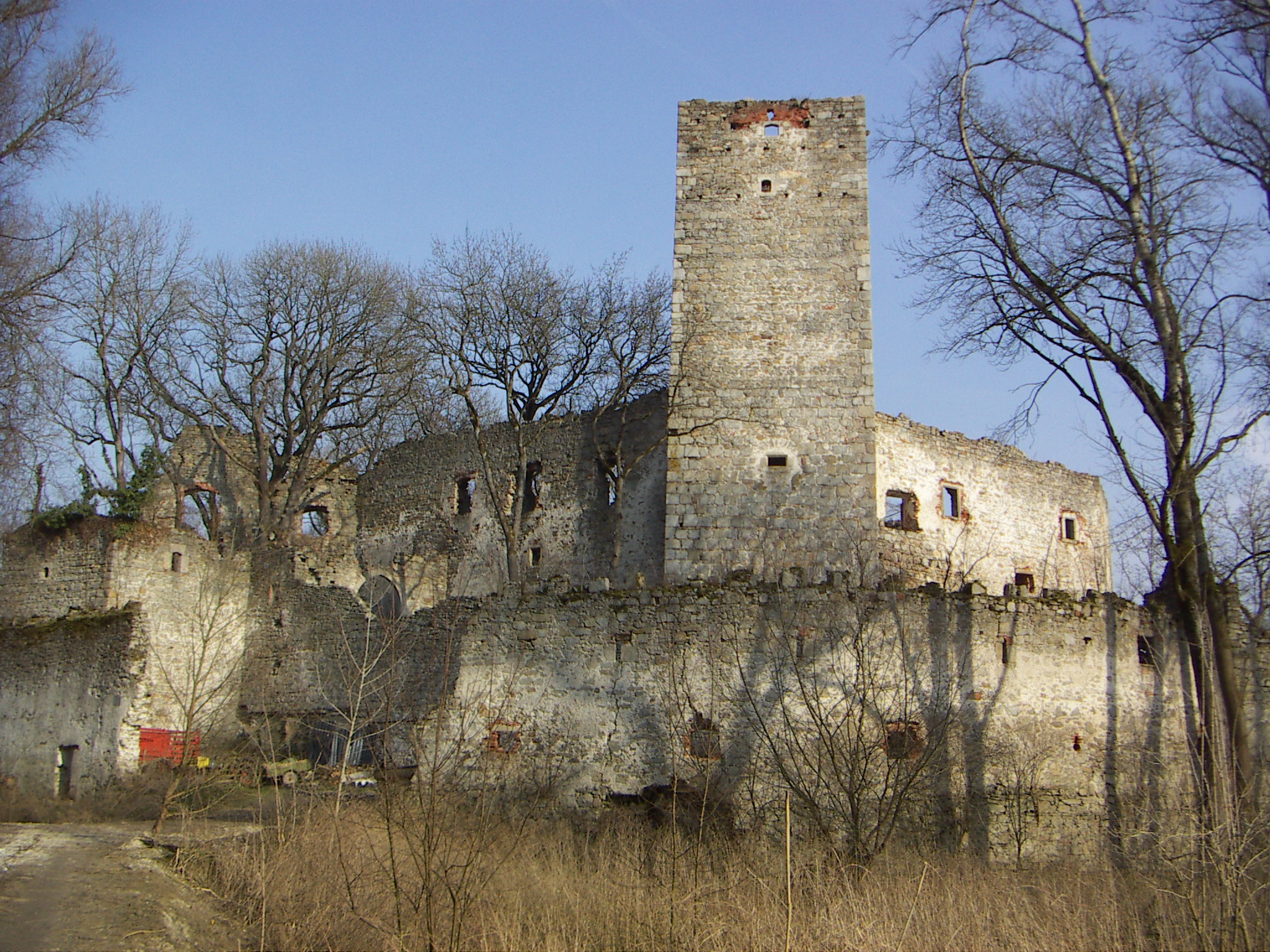
Ruine Spielberg

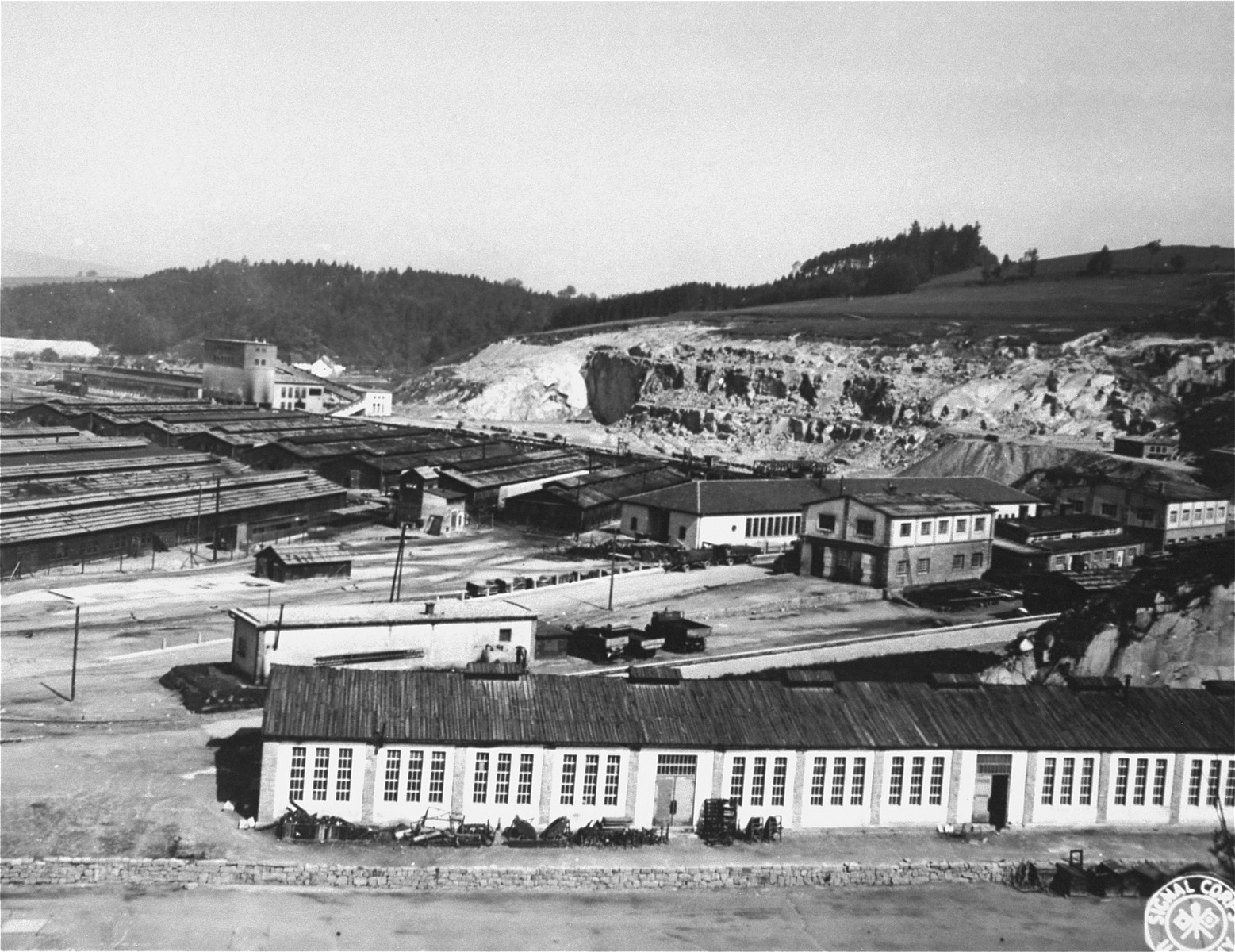
KZ Gusen

- KZ Gusen: Gebäude der ehemaligen Konzentrationslager Gusen (z. B. Jourhaus, SS-Wachblöcke, Häftlingsbordell, Unterkunftsgebäude, Steinbrecher, Kläranlage, Lehrlingshalle, Stollenanlage „Kellerbau“)
- Memorial Gusen
- Berglitzl: Schalenstein als prähistorischen Heiligtum in Gusen-Dorf
- Heimathaus: Museum

### Naturdenkmäler
- Biotop Schustergraben[15] (1991 durch Otto Koenig eröffnet)

### Regelmäßige Veranstaltungen
- Lokal-internationale Gedenkfeier beim Memorial Gusen

## Wirtschaft und Infrastruktur
Seit 2010 wird Langenstein mit Fernwärme aus Biomasse durch die B3 Energie versorgt. Kunden in Wohnbauten, Einfamilienhäuser und Gewerbebetriebe nutzen diese Möglichkeit der Wärmeversorgung.

### Verkehr
- Landesstraße B3: Linz–Langenstein–Perg–Grein–Krems–Wien
- Landesstraße L569 Pleschinger Straße: Pulgarn–Langenstein
- Buslinie 360/361: Linz–Mauthausen
- Schichtverkehr voestalpine Linie 365/366: Linz voestalpine–Arbing

### Ansässige Unternehmen
- Hentschläger Bau & Hentschläger Holzbau
- Nails with Phantasie, Nagelstudio
- Sportbuffet Auszeit, Gasthaus
- Karl Tours, Reise- und Busunternehmen
- Neundlinger-Konopitzky, Gas- und Wasser-Installationen
- Ortner Franz, Autohaus und Kfz-Werkstätte
- Poschacher Naturstein GmbH
- Zentraplast Danner, Kunststoffrecycling

### Öffentliche Einrichtungen
- Besucherzentrum Gusen[16]
- Audioweg Gusen

### Bildung
- Pfarrcaritas-Kindergarten
- Volksschule
- Allgemeine Sonderschule Langenstein

### Vereine
- ATSV Langenstein
- Dancing Club Langenstein
- Freiwillige Feuerwehr Langenstein (seit 1898)
- Heimatverein Langenstein
- Reitclub Langenstein
- Siedlerverein Gusen
- Tennisclub Langenstein

### Sport
- Fußball
- Modellfliegen
- Stockschießen
- Reiten
- Tennis

## Politik

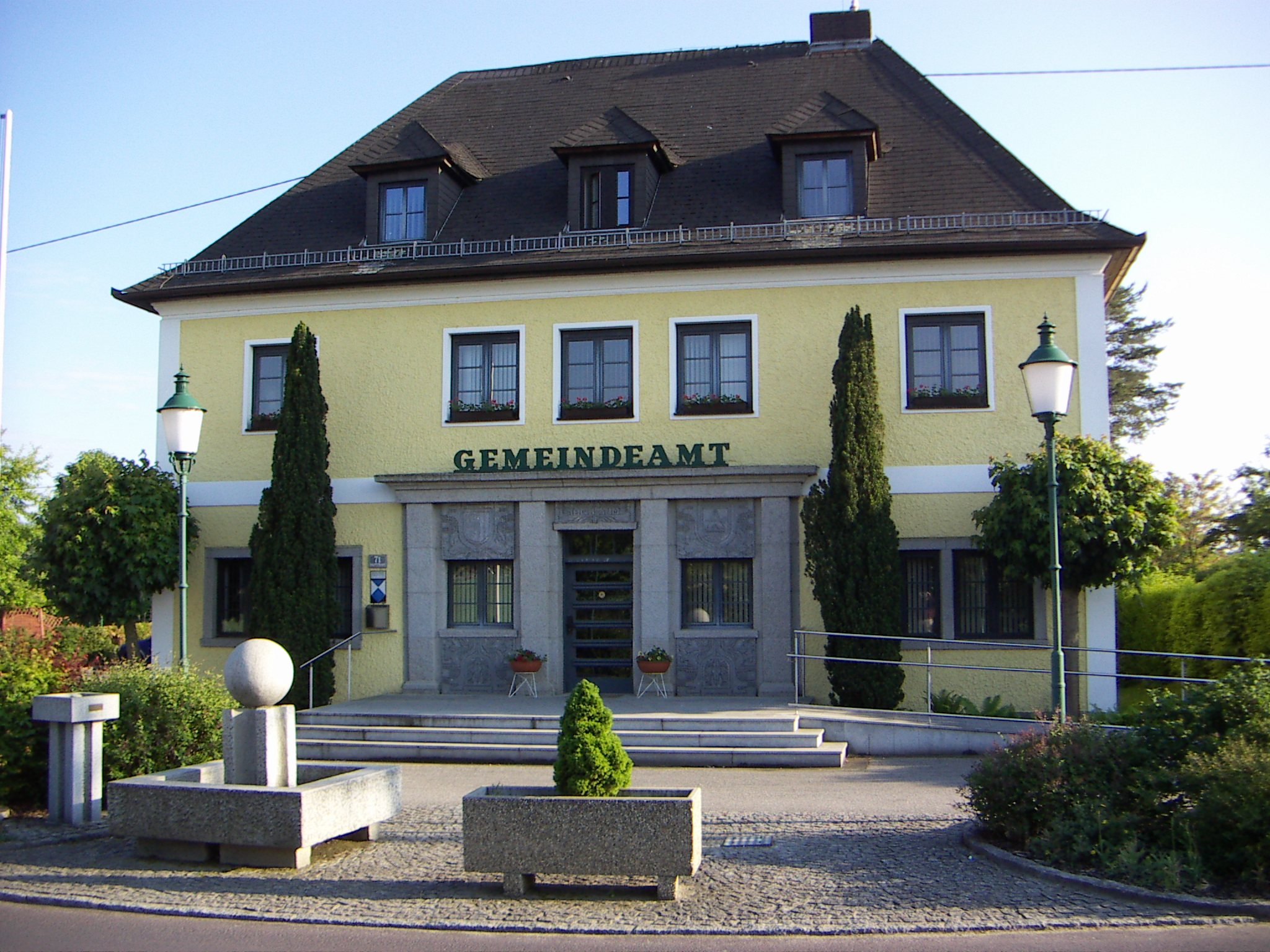
Gemeindeamt Langenstein

### Gemeinderat
Der Gemeinderat hat 25 Mitglieder.
- Mit den Gemeinderats- und Bürgermeisterwahlen in Oberösterreich 2003 hatte der Gemeinderat folgende Verteilung: 18 SPÖ und 7 ÖVP.
- Mit den Gemeinderats- und Bürgermeisterwahlen in Oberösterreich 2009 hatte der Gemeinderat folgende Verteilung: 13 SPÖ, 6 PRO, 4 ÖVP und 2 FPÖ.
- Mit den Gemeinderats- und Bürgermeisterwahlen in Oberösterreich 2015 hatte der Gemeinderat folgende Verteilung: 13 SPÖ, 5 PRO, 4 FPÖ und 3 ÖVP.
- Mit den Gemeinderats- und Bürgermeisterwahlen in Oberösterreich 2021 hat der Gemeinderat folgende Verteilung: 11 SPÖ, 5 PRO, 3 ÖVP, 3 GRÜNE und 3 FPÖ.[17]

### Bürgermeister
- 1961–1983 Rupert Neundlinger
- 1997–2009 Ernst Hutsteiner (SPÖ)
- seit 2010 Christian Aufreiter (SPÖ)

### Wappen
Offizielle Beschreibung des Gemeindewappens:
„In Rot auf blauem, gewelltem Schildfuß ein goldener, mit silbernen Steinblöcken beladener Steinschlepp, darüber ein linkshin liegender, silberner Hammer (Feustel) mit goldenem Stiel, dem ein silberner, nach unten geöffneter Teilzirkel unterlegt ist.“
Die Gemeindefarben sind Blau-Weiß-Rot
Das Gemeindewappen wurde am 20. Mai 1974 verliehen.

### Gemeindepartnerschaften
- seit 1999 Stadt Sesto San Giovanni bei Mailand[18]

## Persönlichkeiten

### Ehrenbürger der Gemeinde
- Rupert Neundlinger, Bürgermeister von 1961 bis 1983
- Ernst Hutsteiner, Bürgermeister von 1997 bis 2009, Träger des Goldenen Verdienstzeichens der Republik Österreich

### Söhne und Töchter der Gemeinde
- Johann und Maria Schatz (1889–1948/1956), Gerechte unter den Völkern

### Personen mit Bezug zur Gemeinde
- Anton Werkgartner (1890–1970), Mediziner an der Lehrkanzel für Gerichtliche Medizin in Graz
- Osamu Nakajima (1937–2013), Bildhauer
- Ingrid Steininger (1940–1998), Keramikerin, Plastikerin, Graphikerin